# Kruisklompvoetkikker
De kruisklompvoetkikker (Atelopus cruciger) is een kikker uit de familie padden (Bufonidae). De soort werd voor het eerst wetenschappelijk beschreven door Hinrich Lichtenstein en Eduard Carl von Martens in 1856.

## Verspreiding en habitat
De soort komt voor in delen van Midden-Amerika en komt endemisch voor in Venezuela. De soort komt in een relatief klein gebied voor en is hierdoor kwetsbaar. De kikker werd jarenlang niet gezien en was officieel uitgestorven, maar in 2003 werd in Venezuela een populatie waargenomen. De soort heeft één ravijn als verspreidingsgebied, maar waarschijnlijk zijn er meer onontdekte populaties. De kruisklompvoetkikker komt voor in bergstreken op een hoogte van 100 tot 2200 meter boven zeeniveau. Door de internationale natuurbeschermingsorganisatie IUCN wordt de soort beschouwd als 'Kritiek'.

## Uiterlijke kenmerken
Mannetjes worden ongeveer 2,4 tot 2,8 centimeter lang, de vrouwtjes bereiken een lichaamslengte tot bijna vier centimeter. De meeste klompvoetkikkers uit het geslacht Atelopus zijn al erg slank maar deze soort wordt omschreven als bijzonder dun. De lichaamskleur is groen tot geel; met een zwarte complexe nettekening. Bij de meeste exemplaren is een kruisachtige X-vormige vlek aanwezig in de nek. Hieraan is de Nederlandstalige naam te danken en ook de wetenschappelijke soortnaam cruciger betekent 'kruisdragend'.

## Levenswijze
De kruisklompvoetkikker is een echte bodembewoner die soms in een lage struik klimt om te rusten. Het biotoop bestaat uit de strooisellaag van het bos onder stukken schors of omgevallen bomen. Overdag zit de kikker verstopt want het is een schemeractieve soort die pas 's avonds tevoorschijn komt om te jagen. Het voedsel bestaat uit insecten en met name vliegen.